# Escoles municipals de la Clotada
Escoles municipals de la Clotada és una obra de la Sénia (Montsià) protegida com a Bé Cultural d'Interès Local.

## Descripció
Edifici d'una sola planta, situat enmig d'un pati que quasi ocupa en amplada, és de planta simètrica segons un eix central perpendicular a la façana principal en la qual s'hi distingeixen cinc cossis, dos més sobresortints que els altres. L'accés és per dues portes a les quals s'hi arriba per escales de planta corbada, situades en el cos central. En la resta de cossos la composició de buits és a base de grans finestrals, en grups de tres. La coberta és de teula àrab, amb tremujals i carener central seguint l'eix principal de l'edifici, aboca a les quatre façanes. És obra de maçoneria ordinària arrebossada, amb ornaments d'estil noucentista, a l'exterior murs gruixuts. S'hi ha fet un afegit al cos central per la part de darrere, que en desfigura per aquell costat la composició. L'interior presenta parets portants que permeten l'accés entre els diferents cossos per mitjà d'alts arcs de mig punt.

## Història
Fou inaugurada el 21 d'abril de 1933 pel ministre Marcel·lí Domingo.